# جون الكسندر كوك
جون الكسندر كوك هو محامي وسياسي أمريكي، ولد في 1772 في مقاطعة نوتوواي في الولايات المتحدة، وتوفي في 16 فبراير 1854 في روتليدج في الولايات المتحدة. نشط حزبياً في الحزب الجمهوري الديمقراطي والحزب الديمقراطي. وقد انتخب عضو مجلس ولاية تينيسي ‏ وانتخب عضو مجلس النواب الأمريكي ‏.